# Катедрала Светог Петра и Павла (Камјањец-Подиљски)
Катедрала Светог Петра и Павла (укр. Кафедральний собор св. Ап. Петра і Павла), позната и као Катедрала Камјањец-Подиљски, је верска зграда повезана са католичком црквом која се налази на катедралном тргу у Камјањец-Подиљском у Хмељничкој области, у западном делу Украјине.

## Историјат
Катедрала Светог Петра и Павла је саграђена 1373. у римско–латинском стилу као дом епархије Камјањец-Подиљске, а црква је подигнута у време епископа Јакуба Бучацког у 16. веку у ренесансном стилу. Изградња камене цркве се приписује епископу Павлу из Бојанчице. Катедрала је обновљена у барокном стилу 1646—1648. Године 1672, за време турске окупације, је привремено претворена у џамију и подигнута мунара, статус катедрале је поново добила 1699. Средином 18. века је обновљена у каснобарокном стилу, а 1918. поново. Комунистичке власти су је 14. маја 1936. затвориле и претвориле у музеј. Привремено је била отворена од лета 1941. до 4. јуна 1945, а 1946—1990. је у цркви радио Музеј атеизма. Катедрала је поново почела са радом 13. јуна 1990, а 29. јуна исте године је служена прва миса.